# 张知运
张知运（？—716年），唐玄宗时期的守边大将，早年在凉州都督裴行俭帐下为裨将，玄宗先天元年（712年），为抵御吐蕃、突厥外族入侵，唐朝在灵州设立朔方军（朔方节度使前身），郭元振为朔方军大总管，时为右领军卫大将军兼检校单于大都护镇守大使、上柱国、长平郡开国公的张知运充任朔方道後军副大总管。
开元二年（714年）二月，突厥默啜可汗遣其子同俄特勤率众入寇北庭都护府，玄宗命兵部尚书兼紫微令姚崇等北伐，右领军卫大将军兼检校单于大都护镇守军使张知运为中军副大总管，先持节赴军，统领边州军兵马等事。但右骁卫将军郭虔瓘斩杀同俄于城下，突厥退军，北伐军停。
开元三年（715年），突厥诸部及契丹不堪忍受默啜可汗的征役，纷纷叛逃归降唐朝，降户阿悉烂、夹跌思泰等南下投唐，至单于都护府（治所在云中故城，在今内蒙古和林格尔西北土城子）时，左卫大将军、单于副都护张知运将其武器甲胄没收后，才下令他们渡过黄河南下，蕃人怨怒。御史中丞姜晦为巡边使，蕃人投诉说没有弓矢。不能射猎，姜晦将武器全部还给他们。
开元四年（716年）正月，玄宗以亲王遥领各大都护府，郯王李嗣直遥领安北大都护事，右卫大将军兼安北大都护上柱国长平郡开国公张知运为安北副大都护，仍兼郯王府长史及安抚诸蕃副大使。同年玄宗命朔方道大总管薛讷、安北副大都护张知运、凉州都督杨敬述等各领马兵二万人与回纥九姓部落共伐突厥默啜。六月，默啜击败九姓部落，在班师回去途中因大意不设防备，被九姓拔曳固部溃卒颉质略袭杀。七月突厥毗伽可汗成为突厥大汗，被唐朝安置在河曲的突厥降户跌思泰、阿悉烂等听到毗伽可汗即位的消息，于当年冬天十月纷纷叛归后突厥。有了武器的突厥降户在青刚岭〔在庆州方渠县（即今甘肃省庆阳市环县）北，灵州之南。〕攻击不设防备的张知运，唐军战败，张知运在赤柳涧被临阵生擒，带往突厥。朔方大总管薛讷率兵追击，突厥降户逃至大斌县（在今陕西榆林市子洲县周家硷镇双庙湾村)，又被将军郭知运击溃。突厥军大溃散，张知运被释放，思泰等人从黑山呼延谷（在今内蒙古自治区包头市昆都仑沟，自古是三条穿越阴山南北山涧谷道之一）逃回突厥汗庭，玄宗以张知运丧师辱国，将他斩首示众。